# Pipelife
Pipelife este o companie specializată în producția tubulaturii de plastic pentru construcții din România.
Compania a fost înființată în anul 1996, prin deschiderea unui magazin-depozit în Cluj, și aparține companiei Pannonpipe, un joint-venture între Pipelife și Pannonplast din Ungaria.
În anul 1998, a deschis prima unitate productivă a companiei, la Miercurea Ciuc.
Număr de angajați în 2008: 80
Cifra de afaceri:
- 2008: 14,6 milioane euro[3]
- 2007: 14 milioane euro[2]
- 2000: 10 milioane dolari[1]